# کیان کیچن
کیان کیچن (انگلیسی: Qian Qichen)؛ (زادهٔ ۵ ژانویه ۱۹۲۸ – درگذشته ۹ مه ۲۰۱۷) سیاست‌مدار اهل چین بود. وی از ۱۲ آوریل ۱۹۸۸ تا ۱۷ مارس ۱۹۹۸ عهده‌دار سمت وزیر امور خارجه چین بود.
کیان کیچن در ۹ مه ۲۰۱۷، در سن ۸۹ سالگی در پکن درگذشت.